# ムハンマド・アクラム・マヒナン
ムハンマド・アクラム・マヒナン（マレー語: Muhammad Akram Mahinan、1993年1月19日 - ）は、マレーシア・プレミアリーグのケダFAに所属するサッカー選手。マレーシア代表。ポジションはMF。

## 経歴
ブキット・ジャリル体育学校からハリマウ・ムダBへ行き、プロデビューを果たした。
その後、マレーシア・スーパーリーグ所属のジョホール・ダルル・タクジムFCに2013年に加入した。その翌年からはセカンドチームであるジョホール・ダルル・タクジムII FCに移籍。
2016年12月1日、ケダFAに1年契約で移籍した。

## 代表歴
2011年のAFF U-19ユース選手権のメンバーに抜擢され、U-19代表で代表デビューを果たした。
その後、2015年3月26日に行われたオマーン代表との親善試合でA代表デビューを果たした。